# ۷ ذی‌القعده
۷ ذیقعده، هفتمین روز از ماه ذیقعده در تقویم هجری قمری است.
در تقویم هجری قمری قراردادی این روز سیصد و دومین روز سال است.

## درگذشتگان
- «ابوالحسن لاعب» محدث مسلمان(۴۳۹ ق)
- «ابن بُصَیْص» خوشنویس و شَیخُ الکُتّابِ دمشق(۷۱۶ ق)
- امیرخسرو دهلوی، از عرفا و شعرای نامدار پارسی‌گوی هند (۷۲۵ق)
- فقیه بزرگ آیت اللَّه «ملامحمد اسماعیل فدایی آستانی» (۱۲۶۲ ق)
- ۱۴۲۰ - میرزا رحیم سامت فقیه شیعه (زادهٔ ۱۳۲۱ قمری)